# Ейр (озеро)
Ейр або Каті-Танда-Лейк-Ейр (англ. Kati Thanda-Lake Eyre) — мілке, солоне, сезонне озеро в центрі Австралії в середині так званої «Западини озера Ейр». Коли наповнене, є найбільшим озером континенту. Рівень озера на 15 м нижчий від рівня моря. Середня площа близько 9,5 тис. км², у дощовий період збільшується до 15 тис. км². Озеро безстічне, періодично живиться водами річок Купер-Крик, Ворбертон і Фінк.

## Географічні відомості

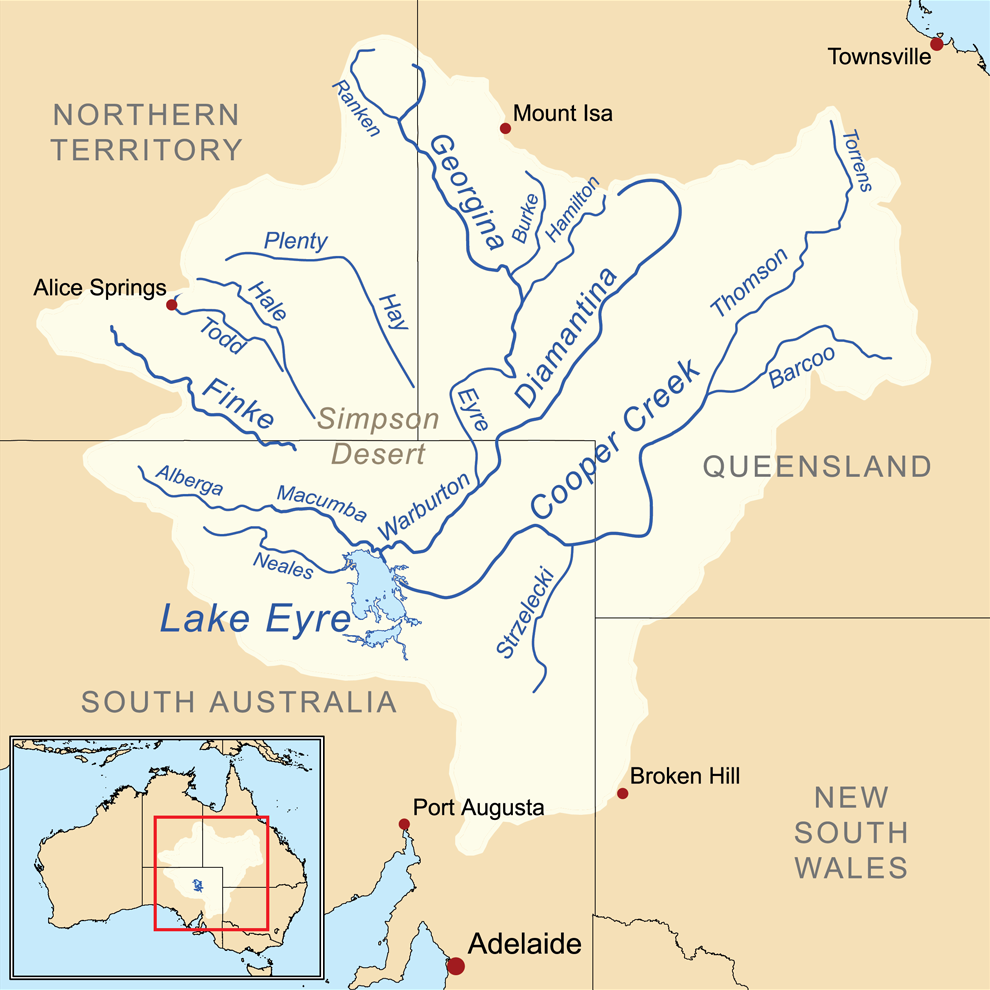
Басейн озера Ейр

Озеро названо на честь Едварда Ейра, першого європейця, який відкрив його в 1840 році.
Озеро розташоване в пустелі в центральній Австралії, в північній частині штату Південна Австралія. Басейн озера Ейр є закритою улоговиною, нижня частина якої вкрита щільним засоленим шаром ґрунту — це ложе озера, що відкривається через сезонне коливання рівня води. Але навіть у сухий сезон в озері залишається трохи вологи, яка зазвичай збирається в невеликих озерцях, розкиданих по солоному дні озера. Під час сезону дощів річки з північного сходу Квінсленда течуть у бік озера. Від їхньої водності, яка своєю чергою залежить від кількості опадів, що їх приносять мусони, залежить, чи потрапить вода до озера і наскільки воно наповниться. На озері також бувають невеликі і середнього розміру повені через зливи, що інколи випадають на прилеглих територіях.
Озеро складається з двох частин — північної (Ейр-Норт) та південної (Ейр-Саут), яка значно менше за площею, обидві частини з'єднуються вузькою протокою Гойдер-Ченнел.
Зазвичай озеро наповнюється до рівня 1,5 м що три роки, до рівня 4 м — кожні десять років та повністю або майже повністю — чотири рази на століття (у XX столітті повністю наповнювалося тричі: 1950, 1974 і 1984 року). Вода в озері зазвичай випаровується до кінця наступного літа.
Озеро Ейр називають «мертвим серцем Австралії», оскільки під час посухи озеро нагадує соляну пустелю. Такі періоди тут досить часте явище, тому поблизу майже немає рослин і тварин. Навколишні пейзажі у сухий період нагадують дивовижну неживу планету. У цей час сюди з'їжджаються вчені, туристи, фотографи і натуралісти. Вчені-мікробіологи вивчають особливості організмів, що живуть у солених водах озера. Існує теорія, що умови життя тут приблизно такі, як на Марсі.

## Галерея

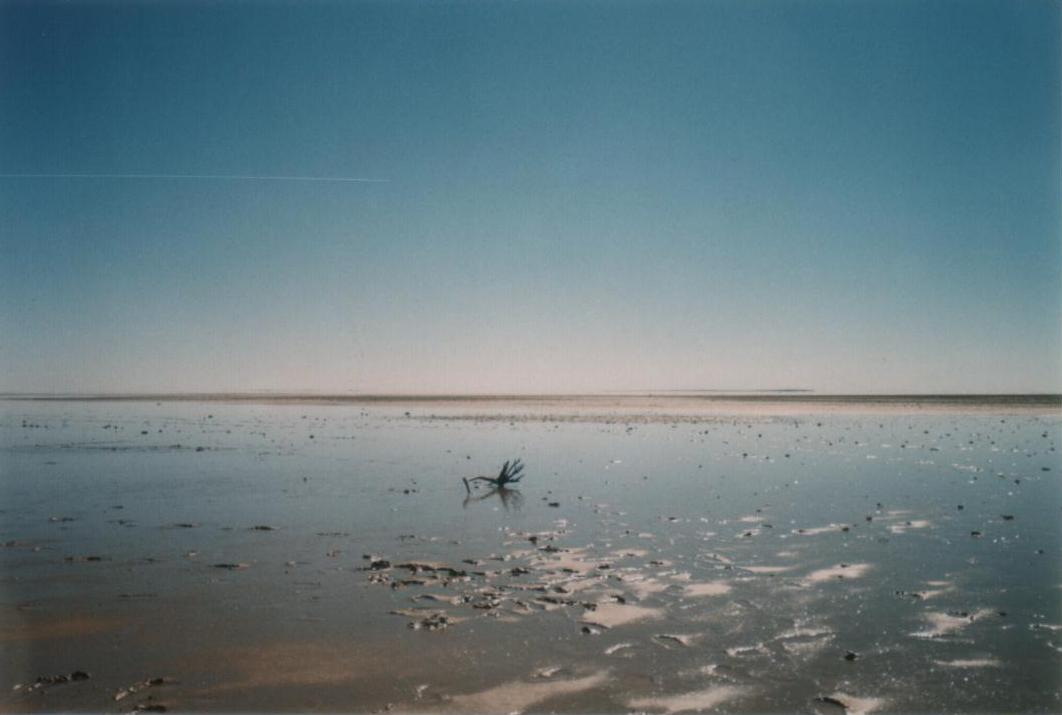
Озеро Ейр-Саут
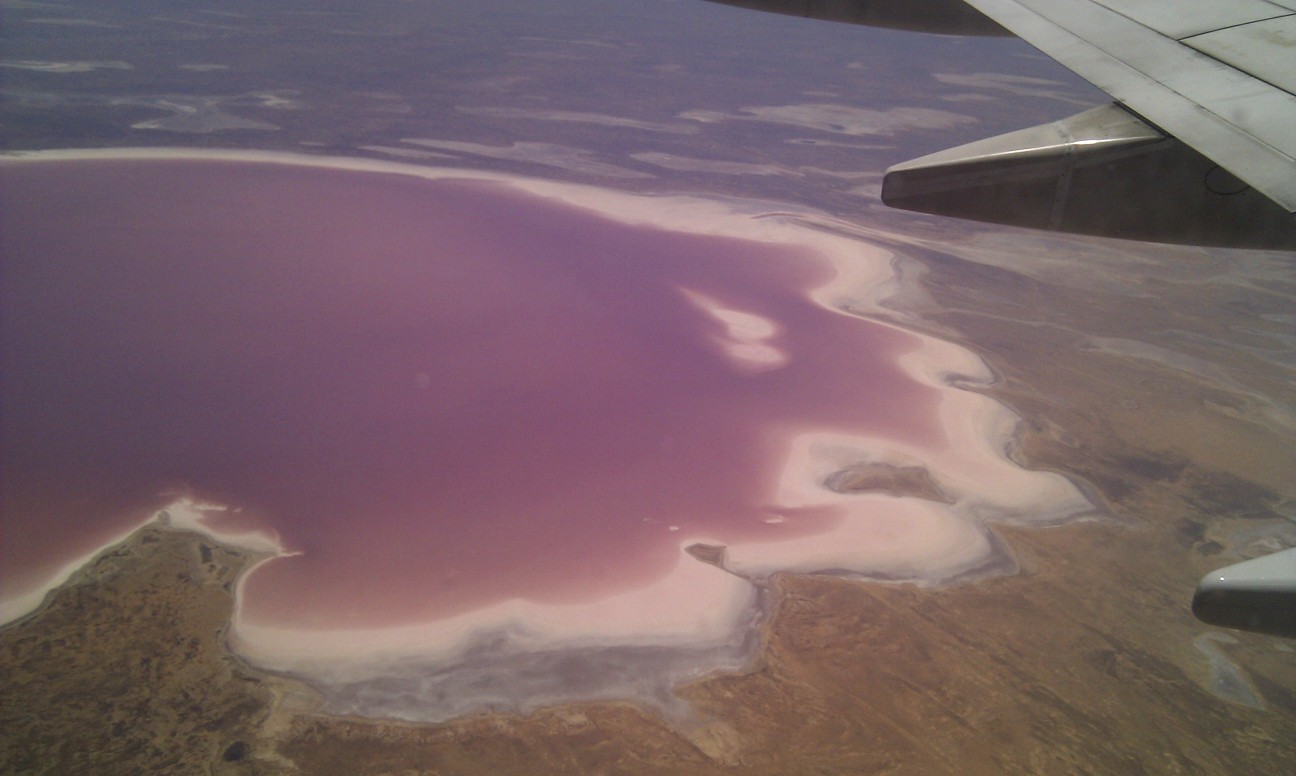
Озеро Ейр з повітря
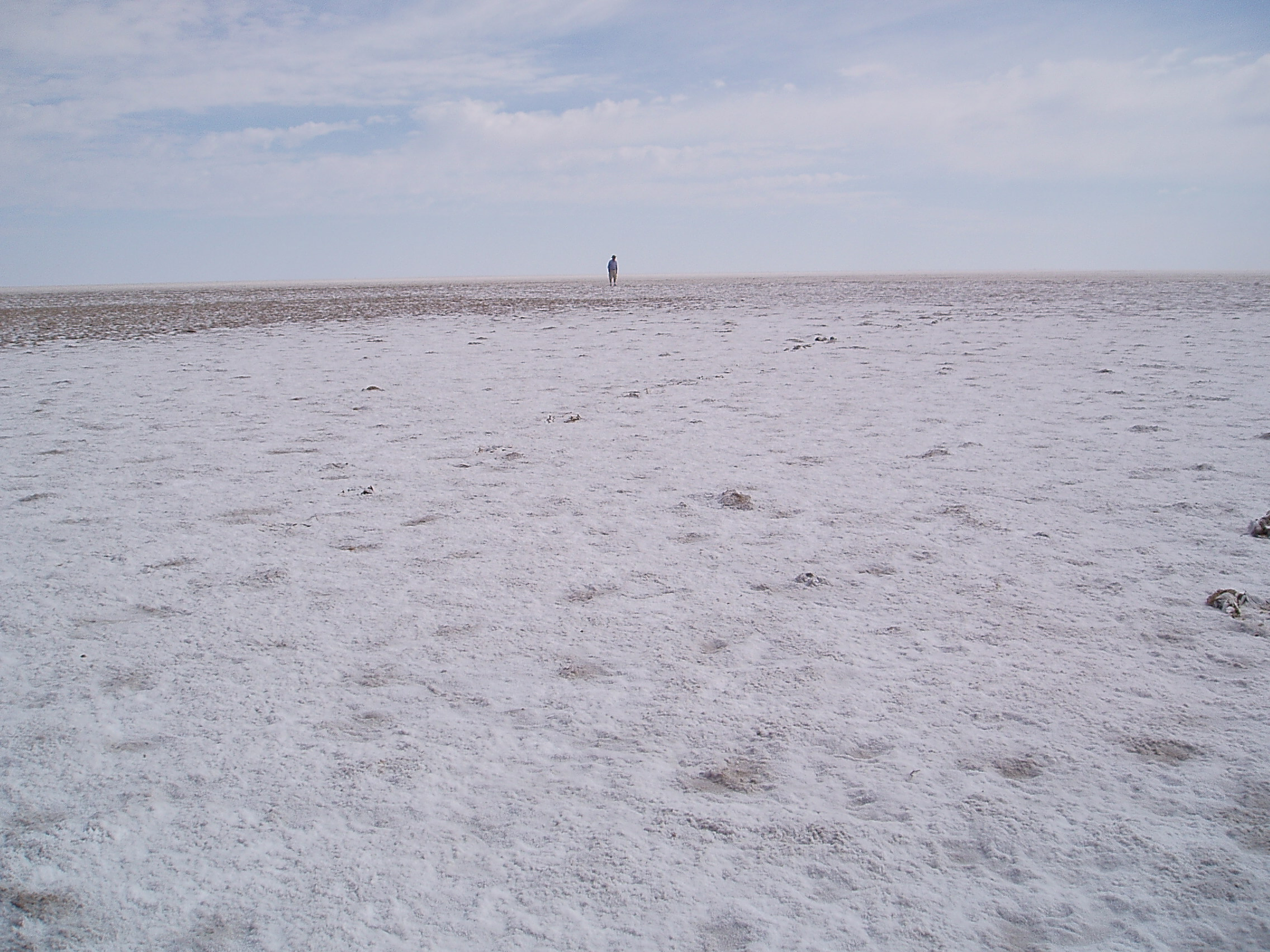
Соляна кірка на дні озера